# Josephoartigasia monesi
Josephoartigasia monesi (Rinderknecht & Blanco, 2008) — ископаемый вид грызунов семейства пакарановых. Этот вид, известный по окаменелостям, обнаруженным в Уругвае, жил в плиоцене и плейстоцене и был одним из крупнейших известных науке грызунов с массой тела, оцениваемой более чем в тонну.

## Находка и классификация
Голотип вида, MNHN 921, описан по почти полностью сохранившемуся черепу (в котором не хватало левой скуловой дуги и части зубов), обнаруженному близ курортного городка Кийю в уругвайском департаменте Сан-Хосе. Череп был найден в расколотом валуне, в состав которого входили алевролит, псаммиты и другие осадочные породы. Валун относится к формации Сан-Хосе; эту формацию ранее относили к плиоценовым, но в годы, предшествовавшие открытию нового вида, появились свидетельства о том, что она включает также плейстоценовые отложения.
Окаменелость была описана в 2008 году как новый вид грызунов, относящийся к семейству пакарановых; единственный современный представитель этого семейства, пакарана, является одним из крупнейших грызунов, доживших до нашего времени, но многие ископаемые представители пакарановых были значительно крупней. Новый вид был отнесён к ранее описанному роду Josephoartigasia и получил видовое имя monesi в честь палеонтолога Альваро Монеса, изучавшего южноамериканских грызунов (Монес в частности первым описал род Josephoartigasia).

## Внешний вид
Длина черепа голотипа Josephoartigasia monesi составляет 53 см, что в два раза больше крупнейших известных черепов современных капибар, почти в 3,5 раза больше, чем у современных пакаран и в 4,5 раза больше, чем у нутрий; ширина морды составляет 191 мм, что почти в три раза больше, чем у капибар и почти в четыре раза больше, чем у пакаран. Многие кости черепа крепко спаяны между собой, иногда до такой степени, что невозможно определить точную форму отдельных костей, например, слёзных. Мощные височные гребни быстро сходятся, образуя короткий выдающийся сагиттальный гребень. Затылочные мыщелоки обладают специфичными для пакарановых отростками. Слуховые буллы маленькие, неправильной формы, рваное отверстие и канал евстахиевой трубы укрыты в глубокой предбарабанной впадине. По сравнению с другими костями черепа скуловые дуги тонкие, в пропорциональном отношении более тонкие, чем у других грызунов. На переднем краю предчелюстных костей мощный узел для крепления мышц, что свидетельствует о том, что у животного было крупное рыло.
Верхняя зубная дуга, сдвинутая далеко вперёд (даже самые задние моляры расположены впереди глазных впадин) чрезвычайно короткая, включает два широких и тяжёлых резца, два премоляра и шесть моляров. Как и у других известных пакарановых, премоляры и моляры имеют небольшую площадь относительно размеров черепа; также характерно для пакарановых строение перетирающих зубов, включающее серии пересекающихся дентиновых пластин и тонкий слой эмали. 
Огромные размеры черепа, превосходящего даже известные окаменелости рода Phoberomys (Phoberomys pattersoni считался до 2008 года крупнейшим среди грызунов), заставили описавших вид учёных предположить и общие особо крупные размеры тела животного. Используя различные методы экстраполяции и разные виды грызунов для сравнения, авторы оценили массу тела Josephoartigasia monesi в 468—2586 кг (последняя величина, как отмечалось в прессе, соответствует массе тела гиппопотама), со средним значением 1211 кг. Вскоре после того, как эта оценка была опубликована в журнале Proceedings of The Royal Society of London B, там же появилась критическая заметка, указывающая на нестандартное для грызунов соотношение длины черепа и зубной дуги Josephoartigasia monesi и неадекватный подбор видов для экстраполяции массы тела. Основываясь на параметрах зубной дуги, автор этой статьи оценивал массу тела Josephoartigasia monesi в 356—651 кг, а основываясь на ширине черепа — примерно в 500 кг.

## Палеоэкология
Данный вид предположительно обитал в лесах близ речных устьев, деля этот ареал с другими гигантскими грызунами, включая капибар, неполнозубыми, различными копытными, саблезубыми кошками и гигантскими хищными птицами.
Тонкие скуловые дуги и малая площадь перетирающих зубов привели авторов первой публикации о виде к выводу, что рацион Josephoartigasia monesi отличался от богатого грубыми растительными материалами рациона современных дикобразообразных, к которым относятся пакараны. Вероятнее всего, его основу составляли мягкие листья (возможно, водных растений) и плоды, что соответствует предполагаемой среде обитания. Позднее, однако, используя трёхмерные модели, исследователи пришли к выводу, что зубы Josephoartigasia monesi позволяли достичь большой силы укуса — более 130 кг на уровне перетирающих зубов и 400 кг на резцах. Эти значения сопоставимы с силой укуса крупных крокодилов и грызущих кости собак и могут означать, что содержание грубой пищи в рационе вида ранее недооценивалось. Прочность резцов также может означать, что грызун использовал их, как современные слоны свои бивни, для добычи съедобных корней из-под земли или даже в бою.